# Peach Girl (film)
Peach Girl (Pīchigāru) è un film del 2017 basato sull'omonima serie manga di Miwa Ueda, prodotto da Fine Entertainment e distribuito da Shochiku. Il film è stato diretto da Kōji Shintoku, scritto da Junpei Yamaoka, ed è interpretato da Mizuki Yamamoto, Kei Inoo, Mackenyu, Mei Nagano, Yuika Motokariya, Kensei Mikami, Takeshi Masu e Momoko Kikuchi. È stato pubblicato in Giappone da Shochiku il 20 maggio 2017. La sigla di questo film è "Call Me Maybe" di Carly Rae Jepsen. Il 1 aprile 2017, la creatrice Ueda ha dichiarato di aver disegnato la versione manga dei poster.

## Trama
Momo Adachi è una studentessa delle superiori, sempre smarrita perché scambiata per una "ragazza bimbo facile" a causa del suo aspetto. Inoltre, in qualche modo si diffonde la voce che aveva baciato il ragazzo più popolare della sua classe, Kairi Okayasu e deve fare i conti con l'essere il bersaglio di molestie da parte di altre ragazze che gli piacciono. Ma fin dalle scuole medie, Momo è stato davvero affezionato a un ragazzo di nome Toji. Da tutto se stesso al club di baseball, e anche se Momo può guardare Toji da lontano, non è mai in grado di rivelare i suoi sentimenti.

## Personaggi
- Momo Adachi interpretata da Mizuki Yamamoto
- Kairi Okayasu interpretato da Kei Inoo
- Kazuya Tojigamori interpretato da Mackenyu
- Sae Kashiwagi interpretata da Mei Nagano
- Misao Aki interpretata da Yuika Motokariya
- Ryo Okayasu interpretato da Kensei Mikami
- Takashi Okayasu interpretato da Takeshi Masu
- Sakurako Adachi interpretato da Momoko Kikuchi
- Goro Ooji / Jigoro interpretato da Daisuke Kikuta

## Accoglienza
Il film si è classificato terzo nel suo weekend di apertura in Giappone, guadagnando 1,29 milioni di yen.